# Ron Guthrie
Ronald George "Ron" Guthrie (født 19. april 1944 i Burradon, England) er en engelsk tidligere fodboldspiller (forsvarer).
Ruthrie repræsenterede i løbet af sin karriere begge de to store North East-rivaler, Newcastle United og Sunderland. Han spillede i alt 122 ligakampe for de to klubber. Hos Sunderland var han i 1973 med til at vinde FA Cuppen efter finalesejr over Leeds United, og spillede hele kampen som venstre back.

## Titler
FA Cup
- 1973 med Sunderland